# Rhagonycha iberica
Rhagonycha iberica é uma espécie de insetos coleópteros polífagos pertencente à família Cantharidae.
A autoridade científica da espécie é Dahlgren, tendo sido descrita no ano de 1975.
Trata-se de uma espécie presente no território português.